# Pasheh Gān
Pasheh Gān (persiska: پَشِه كان, بُرجِ پَشگان, پشه گان, پَشكان, پَشَهكان, پَشِكان, Pasheh Kān) är en ort i Iran.   Den ligger i provinsen Kohgiluyeh och Buyer Ahmad, i den centrala delen av landet, 600 km söder om huvudstaden Teheran. Pasheh Gān ligger 715 meter över havet och antalet invånare är 562.
Terrängen runt Pasheh Gān är huvudsakligen kuperad, men åt sydost är den platt. Runt Pasheh Gān är det ganska glesbefolkat, med 45 invånare per kvadratkilometer. Närmaste större samhälle är Dogonbadan, 4,6 km norr om Pasheh Gān. Omgivningarna runt Pasheh Gān är i huvudsak ett öppet busklandskap.